# Schloss Briese

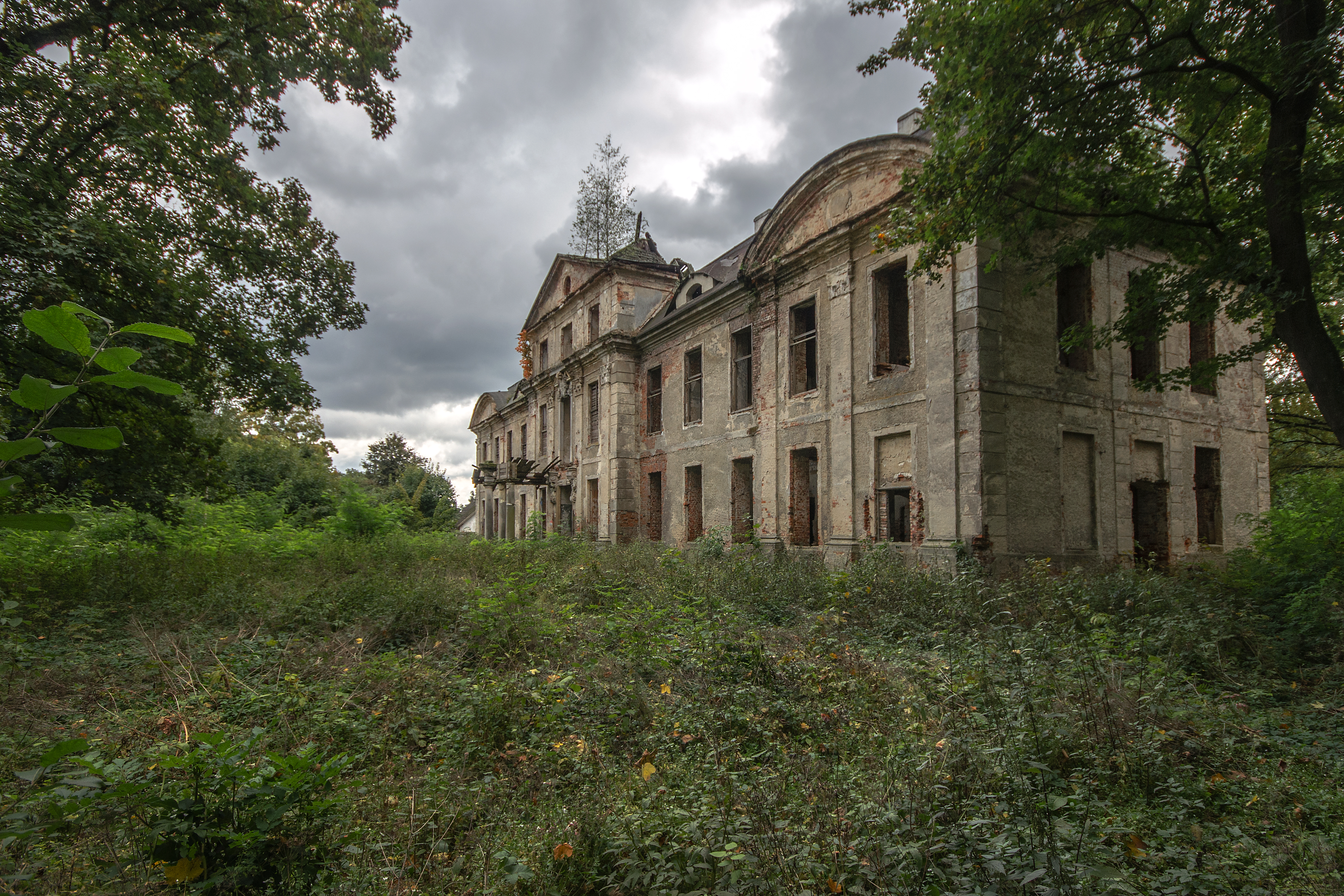
Ruine von Schloss Briese

Das Schloss Briese (polnisch Pałac w Brzezince) befindet sich in Brzezinka im  Powiat Oleśnicki (Kreis Oels) in der Woiwodschaft Niederschlesien in Polen. Das Schloss war eines der kunstgeschichtlich bedeutendsten Schlesiens.

## Geschichte
Im Jahr 1648 erwarb Moritz Freiherr von Kottulinsky die Herrschaft Briese und ließ an der Stelle einer vorherigen Residenz ein frühbarockes Schloss errichten. Bei dessen Einweihung verstarb der als Gast anwesende Herzog Sylvius I. Nimrod von Württemberg-Oels.
Das Gut wurde 1718 Teil eines Majorats von Carl Christian Graf von Kospoth, der 1725 den Bau eines neuen Schlosses nach Vorbild eines Palais „entre court et jardin“ (zwischen Hof und Garten) in Auftrag gab. Als Architekten werden Johann Blasius Peintner oder Christoph Hackner vermutet. An der reichen Innenausstattung arbeiteten die Bildhauer Johann Albrecht Siegwitz und Johann Adam Karinger, der Maler Johann Frans de Backer und die Stuckateure Taroni and Brentani. Das Schloss hatte eine bedeutende Sammlung Altniederländischer Malerei. Unter Anna Sophie Gräfin zu Erbach-Fürstenau und Balthasar Friedrich von Promnitz wurde der Bau 1740 vollendet und eine evangelische Kirche jenseits des Schlossparks erbaut.
Nach dem Übergang an Polen 1945 war das Schloss ungenutzt, wurde aber durch Sicherungsmaßnahmen erhalten. Nach Privatisierung wurde die Restaurierung begonnen, jedoch bald eingestellt. Das Innere des Schlosses wurde geplündert, wobei alle Holzbalkendecken herausgebrochen, Stuckaturen zerschlagen und Marmorböden herausgebrochen wurden. Im Jahr 1950 im Park gefundene Skulpturen und Vasen wurden in den Schlosspark von Wilanów in Warschau gebracht.

## Bauwerk
Das zweigeschossige Schloss ist auf symmetrischem Grundriss errichtet und hat fünfachsige Seitenflügel. Der Mittelrisalit ist dreiachsig, straßenseitig sind der Fassade Seitenrisalite mit Segmentbogentympana vorgesetzt. Das Eingangsportal trug die Wappen derer von Maltzan und von Erbach und hat einen vorgesetzten Altan. Der barocke Garten hatte eine sechsreihige Allee, die zum Schloss führte. Südlich des Schlosses bestand ein Garten mit Broderieparterre, Laubengängen und Boskett, im Süden zwei Orangeriegebäude.